# Mansion House
Mansion House (irsk Teach an Ard-Mhéara) er en bygning i Dawson Street i Dublin, der siden 1715 har været overborgmesteren af Dublins officielle residens.

## Historie
Mansion House blev bygget i 1710 af en købmand og byggeentreprenør ved navn Joshua Dawson, som gaden Dawson Street er opkaldt efter. Dublin Corporation købte huset i 1715 til at være byens overborgmesters officielle bolig. Bygningen har fastholdt dette formål frem til i dag.
I 1930'erne og 1940'erne var der planer om at rive bygningen ned, og alle andre bygninger i blokken omkring den, (som dækker et område på Dawson Street, Molesworth Street, Kildare Street og den nordlige side af St. Stephen's Green), for at skabe plads til den nye Dublin City Hall. Planerne blev dog opgivet, da man i stedet besluttede at opføre den på Kildare Street.
I august 2006 hævdede Ulster Volunteer Force at de havde plantet en bombe i huset i 1981, i et forsøg på at dræbe ledelsen i Sinn Féin under deres årlige partikonference. Dette førte til evakuering af bygningen mens politiet ledte efter en 25 år gammel bombe. Der blev dog ikke fundet nogen eksplosiver.

## Indhold
Mansion House er berømt for at indeholde "Round Room", hvor den første Dáil mødtes d. 21. januar 1919 for at erklære Irland uafhængigt. Den 21. januar 1969 mødtes formanden for Dáil Éireann og Seanad Éireann (Irlands under- og overhus) med Irlands præsident, Éamon de Valera, i anledning af 50-året for uafhængigheden.
Derudover er bygningen også berømt for sin store spisestue, hvor kabinettet fra Den Irske Republik mødtes under præsident de Valera.
Udendørs findes en porticus over hovedindgangen, der blev rejst under dronning Victorias besøg i 1900.

## Notable residerende
Blandt de mest kendte overborgmestre som har boet der er:
- Daniel O'Connell, nationalistleder i det 19. århundrede
- Alfie Byrne, den overborgmesteren som har siddet længst i embeddet i dets 800 år lange historie
- Jim Mitchell, den yngste overborgmester i Dublin, som var 29 år da han blev valgt

Der har også været mange kendte besøgende der, som dronning Victoria, Rainier 3. af Monaco og Grace af Monaco, og pave Johannes Paul II.